# Armadillo tuberculatus
Armadillo tuberculatus är en kräftdjursart som beskrevs av Vogl 1876. Armadillo tuberculatus ingår i släktet Armadillo och familjen Armadillidae. Inga underarter finns listade i Catalogue of Life.